# Sealy
Sealy is een plaats (city) in de Amerikaanse staat Texas, en valt bestuurlijk gezien onder Austin County.

## Demografie
Bij de volkstelling in 2000 werd het aantal inwoners vastgesteld op 5248.
In 2006 is het aantal inwoners door het United States Census Bureau geschat op 6150, een stijging van 902 (17,2%).

## Geografie
Volgens het United States Census Bureau beslaat de plaats een oppervlakte van
17,9 km², geheel bestaande uit land. Sealy ligt op ongeveer 61 m boven zeeniveau.

## Plaatsen in de nabije omgeving
De onderstaande figuur toont nabijgelegen plaatsen in een straal van 20 km rond Sealy.